# 另类右派

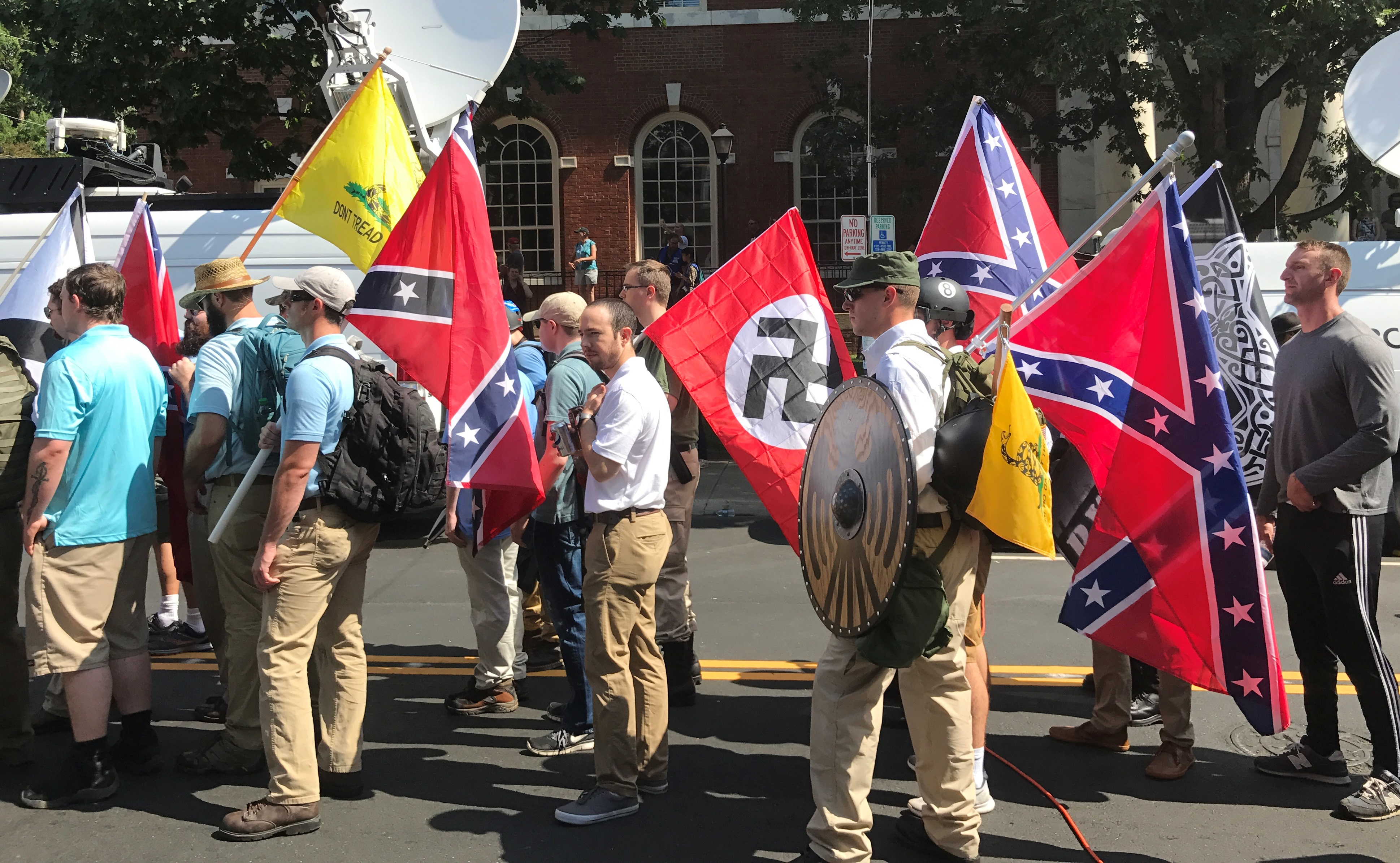
另类右翼在2017年夏洛蒂鎮举行的团结右翼集会中起到了重要作用，当时有参与者在这一集会中打出美利坚联盟国国旗、加兹登旗及纳粹德国国旗

另类（英語：或），又译另类右翼、非主流右派，是美国右派政治思想中反对主流保守主义的一个派别。这一派别总体上并无正式确定的政治理念，但大多反对宽容、人道主义、多元文化主义和社会正义，其拥护者多支持2016年大选中的共和党候选人唐纳德·特朗普，赞同其公開反对非法移民，反对多元文化及反对政治正確的思想。另类右派人士自认为其理念反建制，敢于突破禁忌，反对自我审查，认为平权运动、民权运动和女权运动已经过度。其支持者认为应当保护西方文化，反对“一体化”的融合思想。其内部对具体理念亦有分歧，部分支持者有支持白人优越主义、反犹太主义和种族主义的元素，但反對左派是另类右派的共同點。2017年4月，川普下令打击叙利亚政府军之后，另类右派与川普的政见产生分歧，部分另类右派人士开始公开批评川普。
尽管部分共和黨的主流保守派乐意接受另类右派的观点，但左右两派的大多数主流意见指责其本质是种族主义和仇恨。其对共和党主流保守派的敌视态度也广受批评。众多主流意见认为另类右派的核心是白人民族主義和白人优越主义。“另类右派”这一说法也涵盖不同方面，主要理念均为反对主流保守派。不同报道指出，另类右派与反犹太主义、右派民粹主义、極右、排外主义、反女权主义、伊斯兰恐惧症、同性恋恐惧、反共主義、反錫安主義、纳粹大屠杀否认论、仇外、反智主义等理念密切相关，与反全球化运动、本土主義、“黑暗启蒙运动”（或称“新反动主义运动”）、身份认同运动、新纳粹主义等政治运动亦有关联。
另类右派起源于2008年，支持者中有很多对主流保守主义不满的年轻人。其思想在2016年总统选举时受到唐纳德·川普竞选活动的影响，迅速发展壮大。这一群体多活跃于网络，尤其是4chan和8chan等匿名网络论坛，习惯以网络迷因和表情包等表达自己的观点。活跃者中有一部分是为了戏谑或为激怒他人而发表相关的言论，亦有一部分人是认真支持其观点，但具体身份和比例难以确定。另类右派的支持者还常使用Twitter等社交平台发表言论。布赖特巴特新聞網也被认为是此派观点的集中地。

## 词源
2008年11月，美国政治学者保罗·戈特弗里德在谈及H·L·孟肯俱乐部时提到“另类右派”（"alternative right"）这一说法。2009年，美国在线政治文化杂志《塔基杂志》刊登了帕特里克·J·福特（Patrick J. Ford）和杰克·亨特（Jack Hunter）的两篇文章，其中深入探讨了与主流右派存在差异的另类右派。但一般认为这一术语的广泛使用起源于美国政治作家理查德·B·斯宾塞，他在2008年任《塔基杂志》编辑期间将“在智力上、甚至情感和精神上都与美国保守主义格格不入”的右派群体称为“另类右派”，之后于2010年离职创办身份主义政论网站“另类右派”，日后成为这一政治派别的思想中心。年轻追随者之后將此术语缩写为。

## 思想和理念
另类右派没有正式的统一思想，美联社称“无法定义其政治理念”。这一派别组织松散，没有正式的政治组织或政党。对于其是否是一次政治运动也没有定论。支持者一般在网络上活动，多为4chan和8chan等匿名网络论坛。其中很多人自称是“开玩笑”或是纯粹为了“惹别人生气”。哥伦比亚大学出版的《哥伦比亚新闻评论》在2016年称：“由于匿名在线社群模糊身份的特点，没有人能够完全确定另类右派者究竟是哪些人，以及驱动他们这一思想的动机。人们也无法确认其中哪些人是真正的支持者，哪些人是自大的捣乱者，（发表类似言论）只是为了嘲弄别人。”《纽约客》杂志编辑安德鲁·马兰茨（Andrew Marantz）认为另类右派更像是一个“标签”，类似“势利眼”或“嬉皮士”，“最符合这种标签的人反而不愿意承认”。他还指出，另类右派支持者之间更多是情感共鸣而非政治理念相近。另类右派重要网站布赖特巴特新聞網称其追随者主要为受过高等教育的白人男性，亦获得白人工人阶级的支持。其撰稿人米羅·雅諾波魯斯是另类右派的重要宣传者，他认为另类右派人群涵盖广泛，包含“古典自由主义者、对现状不满的左派人士和普通的保守主义者”，以及因唐纳德·川普参选总统而“突然对政治恢复兴趣的年轻参与者”这一主要群体，称其中很多属于“千禧世代”。今日美国在调查中发现千禧世代受访者中34%对另类右派持正面态度，21%持负面态度。福斯新闻频道则认为其支持者与唐纳德·特朗普支持者近似，以白人蓝领男性为主，多居住在乡村地区或红州。《华盛顿邮报》记者大卫·魏格尔在接受PBS新聞一小時采访时称另类右派支持者中很多是30岁甚至25岁以下对共和党失望的年轻人。

### 另类右派观点

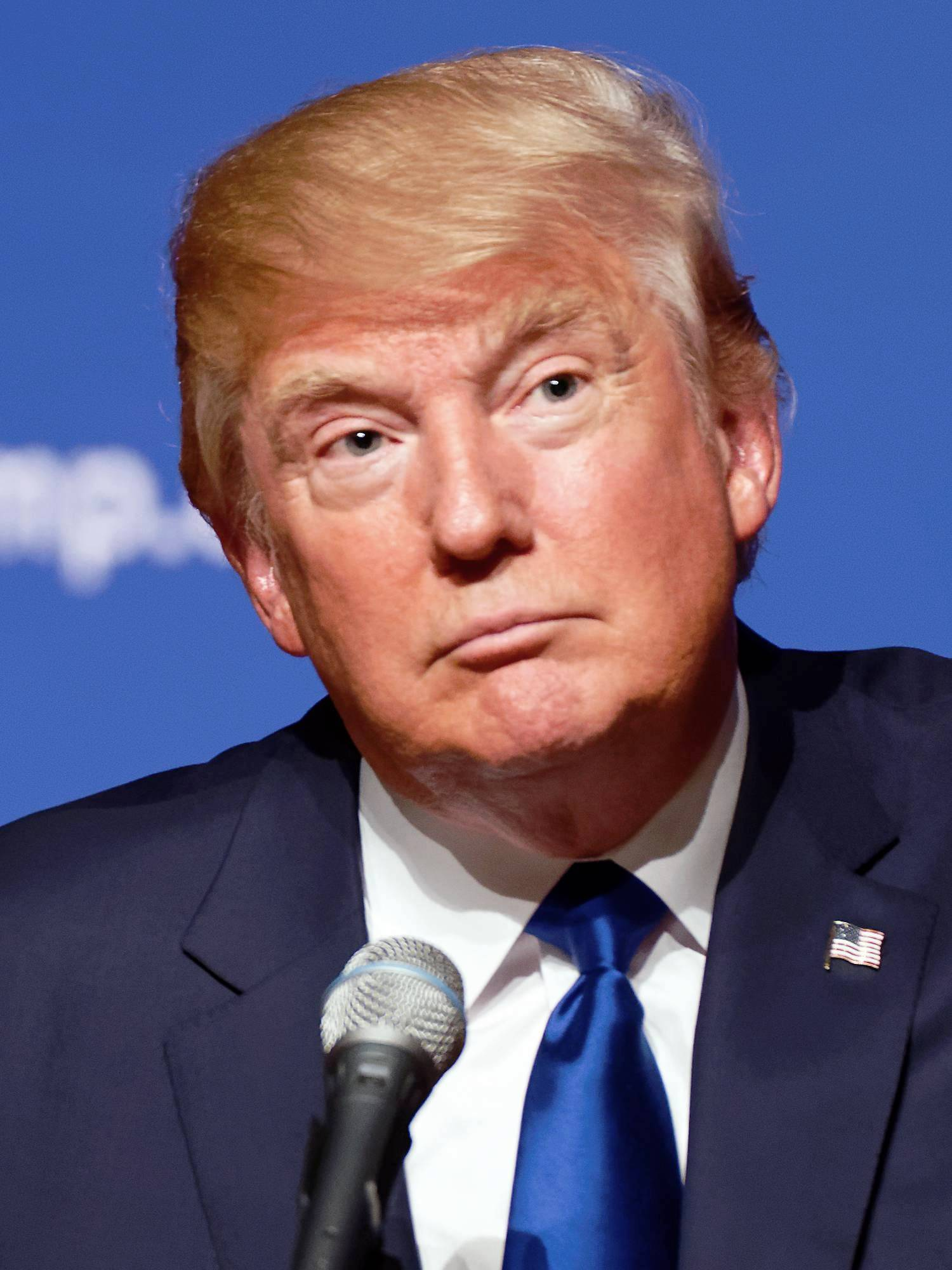
另类右派拥护者在2016年美国总统选举中多支持共和党候选人唐纳德·特朗普

另类右派支持者的共性之一是反对主流建制派政治思想，在2016年美国总统选举中大多支持唐纳德·特朗普。尤其赞同其反对非法移民，反对多元文化及反对政治正確的思想。但其内部具体思想存在分歧。
雅諾波魯斯和布赖特巴特新闻网撰稿人阿勒姆·博哈里（Allum Bokhari）认为这一政治思想并非白人优越主义，与支持种族主义的光头党人完全不同，自称比他们更理性和智慧。博哈里和雅诺波鲁斯指出，另类右派者反对左派文化，认为主流政治思想未能捍卫人文主义、自由主义和普世价值。另类右派称建制派保守主义只关注自由市场经济而忽视了西方文化的传承和保护，认为大规模移民以及“一体化”的民族融合会最终破坏西方文化和价值观的纯粹性。因此这一派别提出其首要目标是减少甚至完全阻止外来移民，尤其是来自穆斯林国家的移民，支持在美墨边境建立边境围墙阻挡墨西哥移民。另类右派认为主流媒体和文化已经由左派控制，反动左派的政治正确已经影响到言论自由。雅諾波魯斯认为建制派为了政治正确，向公众隐瞒了事实。他称其支持者相信阴谋论也是因为这一原因。他还称建制派是“伪善”，称另类右派者希望能打破建制派的禁忌。另类右派认为现有的种族平权政策已经形成对白人的逆向种族主义，反对黑人的命也是命运动，认为当前的很多种族歧视事实上是受害者思想，即受害者过度敏感所致。其支持者还认为性别之间存在无法抹杀的差异，相信当前的女权主义潮流已经过度。另类右派还反对全球化，反对无意义的对外战争，反对针对爱国主义的妖魔化。布赖特巴特新闻网执行长、另类右派重要人物斯蒂芬·班農则将另类右派定义为“年轻的反全球化主义者，非常支持民族主义，极度反建制”。
在线杂志《美国复兴》创始人、另类右派重要人物杰拉德·泰勒自称不认同白人优越主义，认为另类右派的思想基础是“不同种族之间存在基因、道德和智力的差别”，声称白人比黑人更有道德、智力更高，支持在学校中采取种族隔离制度，同时坚称这并非“白人优越主义”。泰勒认为这一派别与三K党不同，主要是年轻男性持不同政见者，意在保护“基督教文化”。他称另类右派坚持美国应当保留自己的独特身份，有权拒绝他人“剥夺”这一身份。另类右派思想创始人之一的理查德·B·斯宾塞也不认同“白人优越主义”的说法，称另类右派运动的核心是维护白人的身份。他认为另类右派希望白人有一片只属于自己的家园，与白人不同的犹太人应当排除在外，并坚持认为这并非种族主义思想。斯宾塞还认为多元化是以牺牲白人男性的利益为代价的，因此白人男性需要保卫自己的“伟大价值观”，不应关注“‘公正’或‘平等’这类没有意义的东西”。
另类右派媒体、政治博客The Right Stuff坦承“如果少了白人民族主义，另类右派什么都不是”，认为这是其思想的重要原则。新纳粹主义网站“每日衝鋒報”亦支持“另类右派”，自称为“全球访问量最大的另类右派网站”。其创始人安德鲁·安格林（Andrew Anglin）认为真正的另类右派者应当支持种族主义和反犹太主义，保卫白人的血统和西方基督教文明。他认为另类右派支持者应当“消灭犹太人的暴政”，称如果特朗普因选举受到操纵而在2016年大选中落败，将发动“起义”并将鼓励一场“公开的种族战争”。安格林还称，另类右派运动的目的就是为了在年轻一代中重塑白人民族主義的形象。
班农和雅諾波魯斯都坦承另类右派支持者中确实存在种族主义者和反犹太主义者。雅诺波鲁斯估计其比例大约在2%到5%左右，称这些人无法代表这一运动。而安格林则认为身为犹太裔男同性恋者的雅諾波魯斯无权占用“另类右派”的名号，称种族主义及反犹太主义思想才是真正的另类右派，鼓励其支持者对雅诺波鲁斯发起“圣十字军”。

### 主流观点
主流观点多认为另类右派与种族主义关联密切，认为其思想中核心为白人民族主義和白人优越主义。《卫报》政治记者吉尔斯·弗雷泽称另类右派是古老的种族主义在现代社会的新存在形式。极右翼组织监督团体One People's Project创始人达瑞尔·拉蒙特·詹金斯称另类右派不过是白人优越主义者或白人民族主义者“为淡化自己的种族主义色彩而采用的词语”。新闻网站Vocativ更是认为，另类右派只包含两类人：一类是希望自己的观点得到重视，而不承认自己是种族主义者的“白人民族主义者”；另一类则是毫不避讳自己白人优越主义思想的种族主义者。
CNN、路透社、《纽约时报》、《卫报》、《洛杉矶时报》等主流媒体在不同报道中指出这一派别包含的政治理念包括：反犹太主义、族群民族主义、右翼民粹主义、排外主义、恐伊斯兰情绪、反女權主義、恐同思想以及“黑暗启蒙运动”（或称“新反动主义运动”）等。除此之外，新闻和政见网站每日传讯指出無政府資本主義、美国民族主义、新君主主义、男权运动和身份主义运动等思想支持者中亦有人自称为另类右派运动的一部分。安德鲁·马兰茨则认为除此之外，其拥护者中还包括“阴谋论者以及好战的虚无主义者”。英国新闻杂志《本周》分析称另类右派者是一个奇特的群体，其中包括“老派新纳粹主义者、阴谋论者、反全球化人士和年轻的右派网络喷子”，都认为“多元文化和政治正确对白人男性的身份造成威胁”。《卫报》评论人林迪·韦斯特（Lindy West）也直指另类右派的本质是“一群不加掩饰的新纳粹主义者”。全国公共广播电台的妮可·海默（Nicole Hemmer）称另类右派者认为“政治正确”是“对他们自由的最大威胁”。
对于另类右派的反移民思想，美国记者凯茜·扬在《新闻日报 (长岛市)》专栏中指出，另类右派理想中的美国并非如《独立宣言》中的平等、自由，而应该如《1790年归化法案》中“仅限品行良好的白人才可归化为美国公民”。《经济学人》分析注意到另类右派与欧洲的身份主义运动相似，都对外来移民持强烈的反对态度，并主张对欧洲移民危机采取强硬措施。在线政治文化杂志《联邦党人》撰稿人罗伯特·特拉辛斯基（Robert Tracinski）认为另类右派思想反对种族通婚，鼓吹集体主义和部落主义，不符合右派的理念。他还认为这一派别虽然号称保卫西方文明，但已经破坏了西方文明中的普世价值。

## 起源和发展

### 思想起源

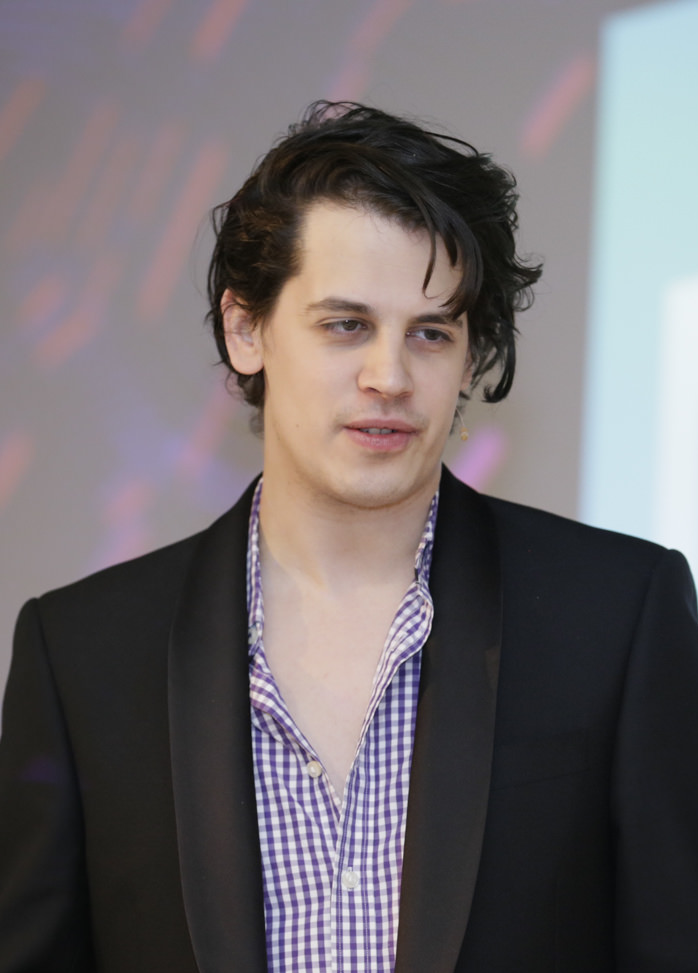
布赖特巴特新聞網撰稿人米羅·雅諾波魯斯，自称并非另类右派人士，但积极宣传这一思想，被视作另类右派的“发言人”

2007年至2008年间，布什政府的支持率下跌到30%以下，美国有包括众多年轻人在内的大量人士对共和党及保守派深感失望，认为他们未能阻挡多元文化、全球化和外来移民。2008年，政治作家理查德·B·斯宾塞任《塔基杂志》编辑期间将“在智力上、甚至情感和精神上都与美国保守主义格格不入”的右派群体称为“另类右派”（alternative right），共和党人榮·保羅在2008年总统选举中的竞选活动也成为另类右派的萌芽。之后斯宾塞在2010年创办“另类右派”网站，开始刊登其对种族问题的见解。2011年起，斯宾塞开始任另类右派智库国家政策研究所主席，其创办的“另类右派”网站也成为这一思想的传播中心。随后年轻右翼群体逐渐加入这一派别，将其名称改为更符合互联网潮流的简单形式，并开始利用网络爆红和表情包等贴近年轻人的方式表达自己的观点，将这一思想推广至4chan、8chan等其他网络论坛。这一群体早期人数甚少，但在社交媒体上极度活跃，热衷于在网络匿名论坛中宣传自己的政治思想。
布赖特巴特新闻网及其撰稿人米羅·雅諾波魯斯在另类右派思想推广的过程中扮演了重要角色。雅諾波魯斯自称并非并非另类右派人士，但积极宣传这一思想，被视作另类右派的“发言人”。2016年3月，雅諾波魯斯和网站另一位撰稿人阿勒姆·博哈里合作了一篇文章，向主流保守主义介绍另类右派思想。CNN认为这篇文章类似一篇“政治宣言”。在这篇文章中，二人提出另类右派衍生自美国老右派和欧洲多个新右派运动。文章称另类右派受到奧斯瓦爾德·斯賓格勒、H·L·孟肯、尤利烏斯·埃佛拉等人理论的启发，旧保守主义者帕特·布坎南和萨缪尔·T·弗朗西斯也对其有一定影响。
美国经济学家、经济教育基金会成员杰弗里·塔克在研究中称另类右派“沿袭自漫长而无趣的思想传统，从弗里德里希·黑格尔，到托马斯·卡莱尔，到奧斯瓦爾德·斯賓格勒，到麦迪逊·格兰特，到奥特马尔·施潘，到乔瓦尼·秦梯利，再到川普的演讲”。他称另类右派拥护者无法接受每个人享有平等权利，幻想“回到想象中精英统治、草民服从的黄金时代”，相信“身份就是一切，失去身份是对自己犯下的最严重罪行”。《新共和》编辑基特·希尔（Jeet Heer）也认为另类右派思想源自旧保守主义，尤其是其限制移民的思想和公开支持民族主义外交政策。《卫报》分析指出其思想可追溯至新右派的族群民族主义。政治新闻记者马修·谢菲尔德（Matthew Sheffield）在《华盛顿邮报》的评论中指出，另类右派的思想受到无政府资本主义和旧自由意志主义理论家穆瑞·羅斯巴德的诸多影响。谢菲尔德认为尤其是罗斯巴德关于种族和民主的理论对另类右派影响深远。他还认为榮·保羅在2008年美国大选中提出的旧自由意志主义思想也影响了另类右派思想的产生。杰弗里·塔克则认为虽然诸多另类右派人士自称其思想源自自由意志主义，但二者存在本质差别。他认为另类右派与自由意志主义的截然相反之处在于，前者强调群体身份和集体行为，而后者更关注个体的选择和自由。新闻媒体《The Trace》撰稿人亚历克斯·雅布隆（Alex Yablon）认为另类右派思想和《南方公园》制作人马特·斯通及其“南方公园共和党”的思想也有渊源。他认为另类右派对主流政治心怀不满，而斯通对右派保守主义和左派自由主义都深恶痛绝，两者观点相似。但他指出斯通一派多为独立人士，而另类右派思想则趋向极右翼。

### 2016年总统选举
2008年贝拉克·奥巴马任职美国总统后，另类右派思想逐渐发展壮大。

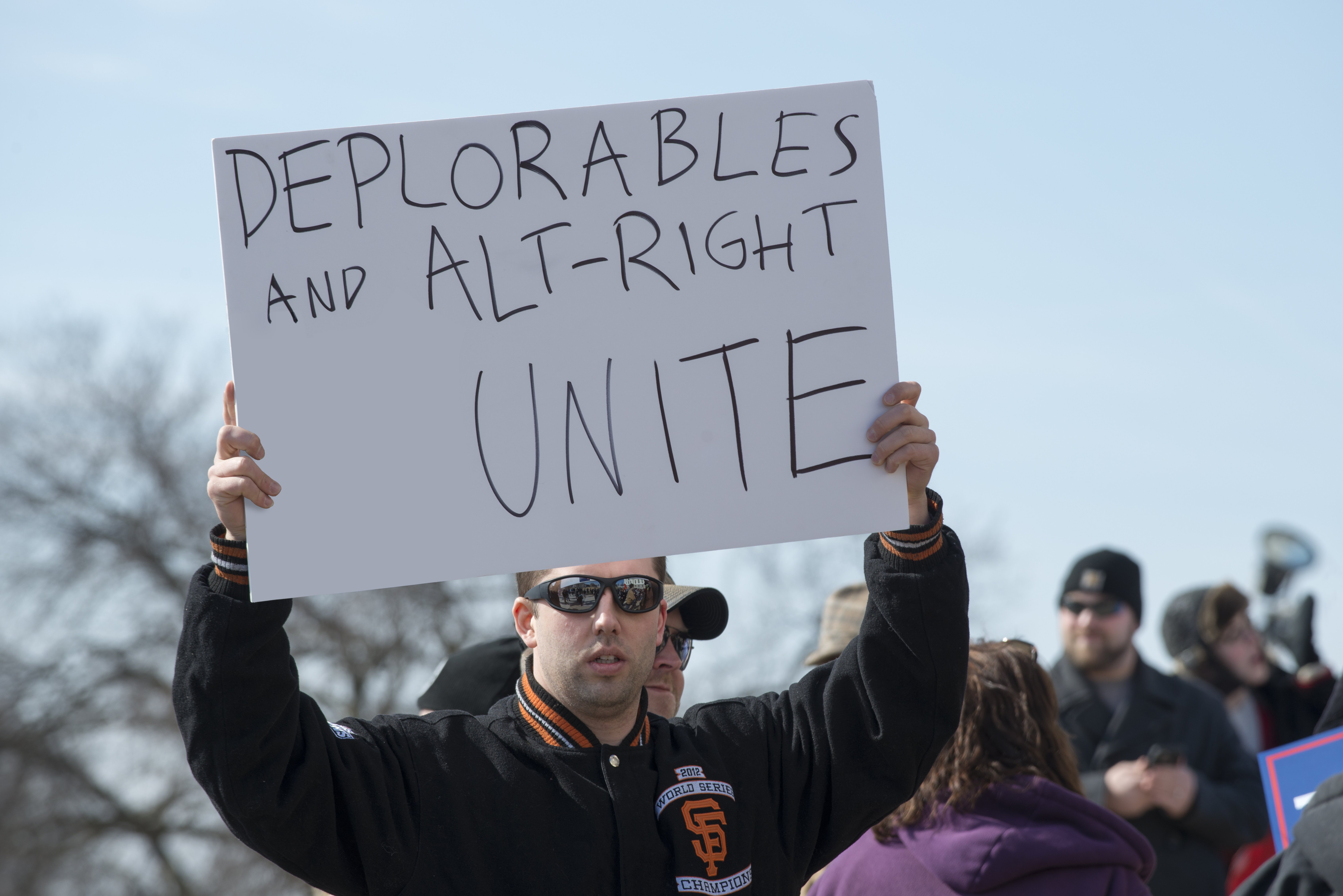
明尼苏达州州府圣保罗的川普支持者在支持川普的集会中手举“无耻之徒 (Note: 川普的竞选对手希拉里·克林顿曾在一次活动中称川普支持者中“有一半”都是“无耻之徒”（deplorables），一些川普支持者之后便以此作为自称。)与另类右派联合起来”（Deplorables and Alt-Right Unite）的标语

2016年美国总统选举中，共和党候选人唐纳德·川普自初选开始便提出诸多与主流意见相悖的政见，包括反對非法移民、提倡在美墨邊境建圍牆、反自由贸易、反政治正确及反对伊斯兰恐怖主义等。这些观点都获得了另类右派的支持。理查德·斯宾塞认为川普竞选活动的核心与另类右派是共通的，都是维护白人的身份。另类右派中的一部分人也认为他的言论能帮助种族主义和反犹太主义思想进入主流政治界。川普的竞选活动推动了这一思想的发展，雅诺波鲁斯和斯宾塞都认为其支持者中有很多是因受到川普的影响才对政治产生兴趣。同时其拥护者也积极在网络上替川普宣传，甚至视他为“先知”或“神皇帝”（"God Emperor"）。但川普和另类右派者都不认为他属于这一思想派别。
在2016年大选的党内初选中，一些另类右派者在民主党初选中曾支持民主社会主义者伯尼·桑德斯，以擊敗希拉里·克林頓，但川普勝出共和黨的初選之后，他很快得到了大多数另类右派拥护者的坚定支持。2016年8月，川普任命斯蒂芬·班農为竞选团队主管；随后，其对手民主党候选人希拉里·克林顿公开指责川普与另类右派关系密切，并称另类右派为“右翼中最充满仇恨的极端”。另类右派自此开始获得主流公众的关注。同年9月，理查德·斯宾塞、杰拉德·泰勒以及另一位另类右派领导人物彼得·布里姆罗在华盛顿特区召开记者会，自称“出柜大会”，向公众和媒体介绍其主要思想。

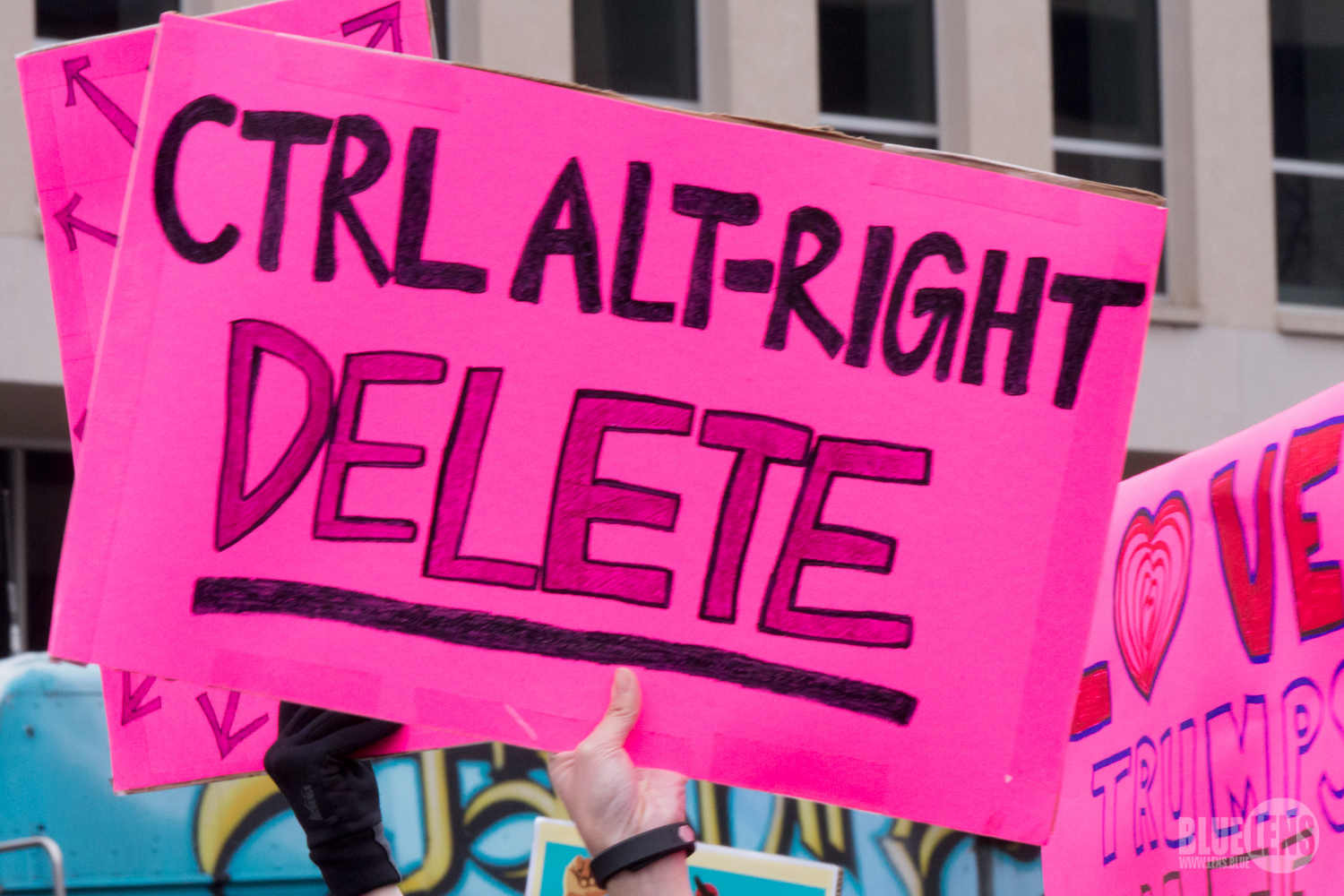
川普就职后，抗议者在女性大游行中打出反对另类右派的标语，标语“CTRL ALT-RIGHT DELETE”结合了“另类右派”（Alt-right）和Ctrl+Alt+Delete，意为立刻强制停止另类右派这一不正常状态

川普在11月的大选中获胜，任命斯蒂芬·班農为白宫首席战略顾问，在美国国家安全委员会中占有一席。另类右派人士对川普的胜选和任命反响热烈，认为这意味其思想已经进入美国主流政界。主流媒体也担忧班农可能会将另类右派思想带入白宫。
2016年11月19日，另类右派在华盛顿特区的一次集会中行纳粹礼祝贺川普当选，斯宾塞在会上说出：“川普万岁，我们的民族万岁，胜利万岁”。但川普随后对其提出谴责，表示和这一派别没有关联，不愿鼓励其行为，其团队也声明“谴责种族主义”。新闻评论杂志《国家评论》认为另类右派思想在川普胜选之后得到进一步推广，甚至可能从边缘日趋主流。但新闻杂志网站《连线》对另类右派前景并不看好，认为历史上极端思想的兴衰十分常见，另类右派思想和其他极端思想一样，也会很快衰落。

### 川普就职后
2017年，川普就职成为总统后，另类右派领导人物班农在美国政治事务中开始掌握话语权，于2017年1月主导了第13769号行政命令的制定。这一命令禁止七个主要穆斯林国家公民在90天内入境美国，引起巨大的争议和主流社会的反对，随后被美国司法部门推翻。但另类右派重要人士理查德·斯宾塞则认为这一禁令仍然不够强硬，认为暂时禁止部分穆斯林入境并无效果，支持“暂停移民50年”。他还称“另类右派让川普成为一位特别的总统”。班农与白宫幕僚长赖因斯·普里巴斯等主流共和党人政见不合，与川普的女婿兼白宫高级顾问贾里德·库什纳也关系紧张。有报道称他在背后辱骂犹太裔的库什纳，另类右派媒体布赖巴特新闻网也多次对库什纳发表尖锐批评。2017年4月，川普免去了班农在国家安全委员会中的职位。有政府官员和川普家族亲近的人士透露，伊万卡·川普和贾里德·库什纳夫妇担心班农会对川普家族形象造成负面影响，川普本人也担忧班农对自己的影响过大；同时川普未将班农逐出白宫，以免他操纵民粹主义批评自己，因此最终将他边缘化。CNN认为，班农被孤立之后，白宫才能真正严肃解决国家安全问题。
4月，叙利亚阿萨德政府涉嫌化学武器袭击造成众多平民伤亡，川普于是下令发射导弹打击其军事基地作为回应。多数美国民众支持川普的打击行动。但另类右派支持者对此次打击行动强烈不满，认为所谓“化学武器袭击”仅是圣战主义者制造的假旗行动，以吸引美方打击叙利亚政府军。另类右派人士还认为川普此项命令背叛了其在选举时承诺的孤立主义外交政策，称真正的川普支持者都反对这次打击。他们认为此次行动与库什纳密切相关。随后另类右派支持者在网络上发起话题，发表大量反犹太言论攻击库什纳，并要求川普罢免他。自此次军事行动后，另类右派与川普开始产生分歧。多名另类右派重要人士在Twitter上宣称不再支持川普政府，并公开指责其决定。极右翼网站Infowars编辑保罗·约瑟夫·沃特森甚至直接称川普为“新保守主義的傀儡”。

### 团结右翼集会

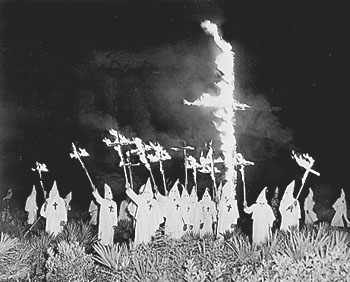
三K党在集会中以焚烧十字架为象征

2017年5月，弗吉尼亚州夏律第鎮市议会决定移除一座李将军雕像。李将军在南北战争期间效忠于南部邦联，反对废奴主义，市议会和支持拆除者认为其形象与种族主义有关联，因此投票作出这一决定，而支持保留者认为保留标志并非宣扬种族主义，而是反对“政治正确”和“破坏历史”。夏律第鎮的这一决定引发了另类右派人士的不满，理查德·斯宾塞率领其支持者在当地举行抗议示威。在游行中，斯宾塞及其支持者高举火把，并喊出“俄罗斯是我们的朋友”以及纳粹德国口号“血与土”。有示威者称自己“并非白人优越主义”，而是要保护“白人的遗产、文化和欧罗巴人种的身份”。斯宾塞在游行中也称“他们不能毁灭我们（白人），我们已经觉醒……白人拥有未来，一个掌握权力、美丽和自由表达的未来”。此次示威亦对川普前弗吉尼亚州竞选活动主席科瑞·斯图尔特提出声援。斯图尔特长期支持保留邦联标志，认为应当“保护历史”、反对“政治正确”，但并未参与此次行动。夏律第鎮市长麦克·西格纳（Mike Signer）对此发表声明，称斯宾塞领导的抗议“极度愚昧”，其高举火把的抗议行动“又回到了三K党的年代”。他称这一抗议行动的目的是在当地居民中“制造恐慌”，称夏律第鎮“拒绝这种恐吓行径”。弗吉尼亚州的民主党和共和党两党政治人物都谴责了这次示威，当地民众也举行烛光守夜活动以抗议斯宾塞的这一示威行动。8月11日，另类右派支持者等白人优越主义者在夏律第鎮再次举行大规模示威集会，声称要“团结右派”。示威者多从外地赶来，他们手举火把喊出“血与土”以及“一个民族，一个国家，终结移民”的口号，高呼“你们不能取代我们”“犹太人不能取代我们”，誓言要“夺回美国”。还有非裔美国人称受到示威者发出的生命威胁。警方预估游行吸引2,000至6,000人参加，将成为美国数十年间最大规模的类似活动。示威者还将反对者层层包围，发生小规模冲突，至少一人被警方逮捕。警方和国民警卫队密切监控活动，以防出现暴力事件。夏律第鎮市长麦克·西格纳、共和党籍联邦参议院临时议长奧林·哈奇、民主党籍弗吉尼亚州州长泰瑞·麥考夫等两党政治人物和反誹謗聯盟都发表声明表示谴责仇恨言论。西格纳市长和美國公民自由聯盟都表示人们有权自由集会表达观点，但西格纳提醒警方和政府应当做好准备防止出现冲突。活动最终升级为暴力冲突，有示威支持者驾车蓄意冲撞反示威人群造成多人伤亡。弗吉尼亚州宣布进入紧急状态。美国总统川普也表示谴责暴力和仇恨，但在被问及对白人优越主义者的观点时态度暧昧，未明确表达观点，受到两党政界和公众的批评。之后川普又称“双方都有责任”，并表达了对白人优越主义者的同情，引发巨大争议。
8月18日，在众多争议尚未平息之时，川普决定解除史蒂夫·班农在白宫内的职务。班农随即回到布赖特巴特新闻网，并称“川普的任期到此为止了”，但仍然表示忠诚于他。布赖特巴特编辑乔尔·波洛克（Joel Polock）则在Twitter上以一个单词“#战争”（#WAR）回应班农离职。

## 相关文化
另类右派人士热衷利用网络模因、表情包等网络文化宣传政治思想，多活跃于4chan、8chan等网络匿名论坛中。布赖特巴特新闻网也是另类右派人士的集中地。这一群体创造了诸多新词，其中最常用的词汇之一是（“绿帽保守主义”），即（绿帽子）和（保守主义）的合成词，表示对共和党和主流保守主义的侮辱。其他常用的俚语还包括由（自由主义）和（弱智，对智力障碍人士的歧视称谓）合成的（“自由派弱智”，針對“自由派”的侮辱字詞），以及和（女权主义者）相对的（男权主义者，含褒义）等词汇。极右翼另类右派政治博客还创造了在网络上标注犹太人的“回声”标识。此种标识以三重括号将犹太裔人士的姓名注释起来（例如“(((人名)))”），对其进行攻击或骚扰，是另类右派群体最早认同的标识之一。之后反誹謗聯盟正式认定三重括号标记犹太人的标识为“仇恨标志”。
另类右派在网络上的象征之一是漫画形象青蛙Pepe。这一群体在网络上大量使用此形象，甚至视其为“吉祥物”。其支持者热衷于在此形象基础上进行二次创作，加入了川普的头像、纳粹军装、纳粹标志等元素，用于宣传政治思想。希拉里·克林顿在2016年的竞选活动中指责另类右派后，这一形象也获得主要媒体的关注。主流媒体也称其为“纳粹的青蛙化身”。反诽谤联盟随后也将这一形象认定为仇恨标志。Pepe的原作者马特·弗利（Matt Furie）对另类右派利用这一形象宣传白人优越主义表示不满，认为其成为“仇恨标志”的过程如“噩梦”一般。他一度发起“拯救Pepe”的行动，希望鼓励民众利用这一形象创作“和平和美好”的内容，但最终放弃与另类右派之间的斗争，于2017年5月在漫画中将这一角色杀死。

## 另类左翼
另类左翼（Alt-Left）是与“另类右派”相对的术语。2017年团结右翼集会后，美国总统川普曾在演说中指“另类左翼”在事件中同样应当为冲突负责；福斯新闻频道主播肖恩·汉尼提在节目中大力宣传这一术语；一些中间派自由主义者也开始使用这个词。但这一词语本身引发了争议。反诽谤联盟认为这个词是为了创造一个“和极右翼相当的虚假术语”，用来描述“任何他们不喜欢，看上去又隐约好像是左翼的东西”。这一组织中负责极端主义的主管奥伦·西格尔（Oren Segal）、高级研究员马克·皮特卡维奇（Mark Pitcavage）和阿拉巴马大学政治学助理教授乔治·霍利（George Hawley）等政治学者认为美国虽然存在反法西斯的左派极端主义者，但并不存在认同自己为“另类左派”的群体。他们认为极左派的暴力行为同样会引发严重的问题，但“另类左派”这一词语本身并无意义。麦吉尔大学历史学教授吉尔·特洛伊（Gil Troy）则持相反观点，认为“另类左派”这一词语有存在价值。他认为“另类”一词并非指“种族主义”，而是指“狂热主义”，对极右翼和极左翼都适用。特洛伊在《时代杂志》撰文指出，无论是否有人自我认同为另类左派，这一词语都可以用来指代极左翼的暴力行径。他称另类左派的暴力行为与1970年代的地下气象员和黑豹党类似。特洛伊还在文中提到，左右两派都有美德也都有暴力，两个方向的极端都会走向狭隘、暴力，与民主格格不入。